# طراقي كرد (ألاداغ)
طراقي کرد (بالفارسية: طراقی کرد) هي قرية تقع في إيران في قسم ألاداغ الريفي. يقدر عدد سكانها بـ 485 نسمة بحسب إحصاء 2016.